# Bertilia

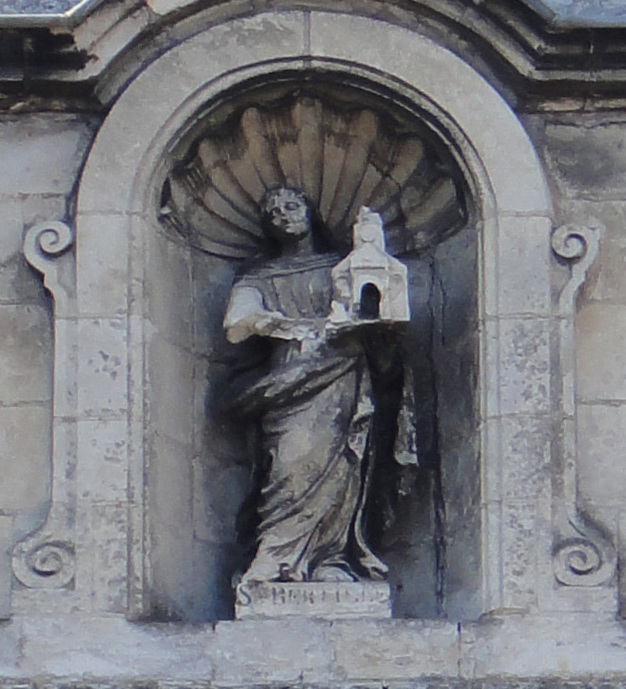
Beeldje van Sint-Bertilia in Marœuil

Bertilia, ook Bertile van Marœuil, was een Frankische edelvrouw, die vereerd wordt als heilige in de Rooms-Katholieke Kerk. Haar feestdag is op 3 januari of 8 oktober.
Bertilia zou een dochter zijn geweest van de Atrebatische edelen Ricomer en Gertrude. Volgens de legende prefereerde ze vanwege haar vrome opvattingen liever maagd te blijven, maar trouwde ze uiteindelijk, gehoorzaam aan de wens van haar ouders, met de eveneens vrome edelman Guthlandis. Hij was bereid met haar samen de gelofte van kuisheid af te leggen. Zo leefden ze samen als broer en zus. Nadat haar man was overleden leefde Bertilia als kluizenares in een kloostercel in Marœuil in het noordwesten van Frankrijk. Ze stelde fondsen beschikbaar waarmee in de nabijheid van haar kloostercel een kerkje gebouwd kon worden, de Sint-Amanduskapel. Ze zou zijn overleden in 697 en werd begraven in de Sint-Amanduskapel. Later ontstond hier de Abdij van Sint-Amandus en Sint-Bertilia van Marœuil. De bisschop van Kamerijk Gerard II (ca. 1020-1092) verhief haar relieken op 8 oktober 1081 en plaatste ze in een reliekschrijn, wat in de middeleeuwen gelijkstond met een heiligverklaring.